# كارل سفوبودا
كارل سفوبودا هو لاعب اتحاد الرغبي كندي، ولد في 23 مارس 1962 في بيلفي في كندا.